# Cosmos 615
Cosmos 615 (en cirílico, Космос 615) fue un satélite artificial militar soviético perteneciente a la clase de satélites DS (tipo DS-P1-I) y lanzado el 13 de diciembre de 1973 mediante un cohete Kosmos-2I desde el cosmódromo de Plesetsk.

## Objetivos
Cosmos 615 fue parte de una red de satélites militares utilizados para calibrar y mejorar el sistema de detección antimisiles balísticos soviético.

## Características
El satélite tenía una masa de 400 kg, forma dodecaédrica y la alimentación eléctrica era proporcionada por células solares situadas en su superficie. Reentró en la atmósfera el 17 de diciembre de 1975. El satélite fue inyectado en una órbita con un perigeo de 270 km y un apogeo de 834 km, con una inclinación orbital de 71 grados y un período de 95,7 minutos.